# Bezirksmuseum Donaustadt

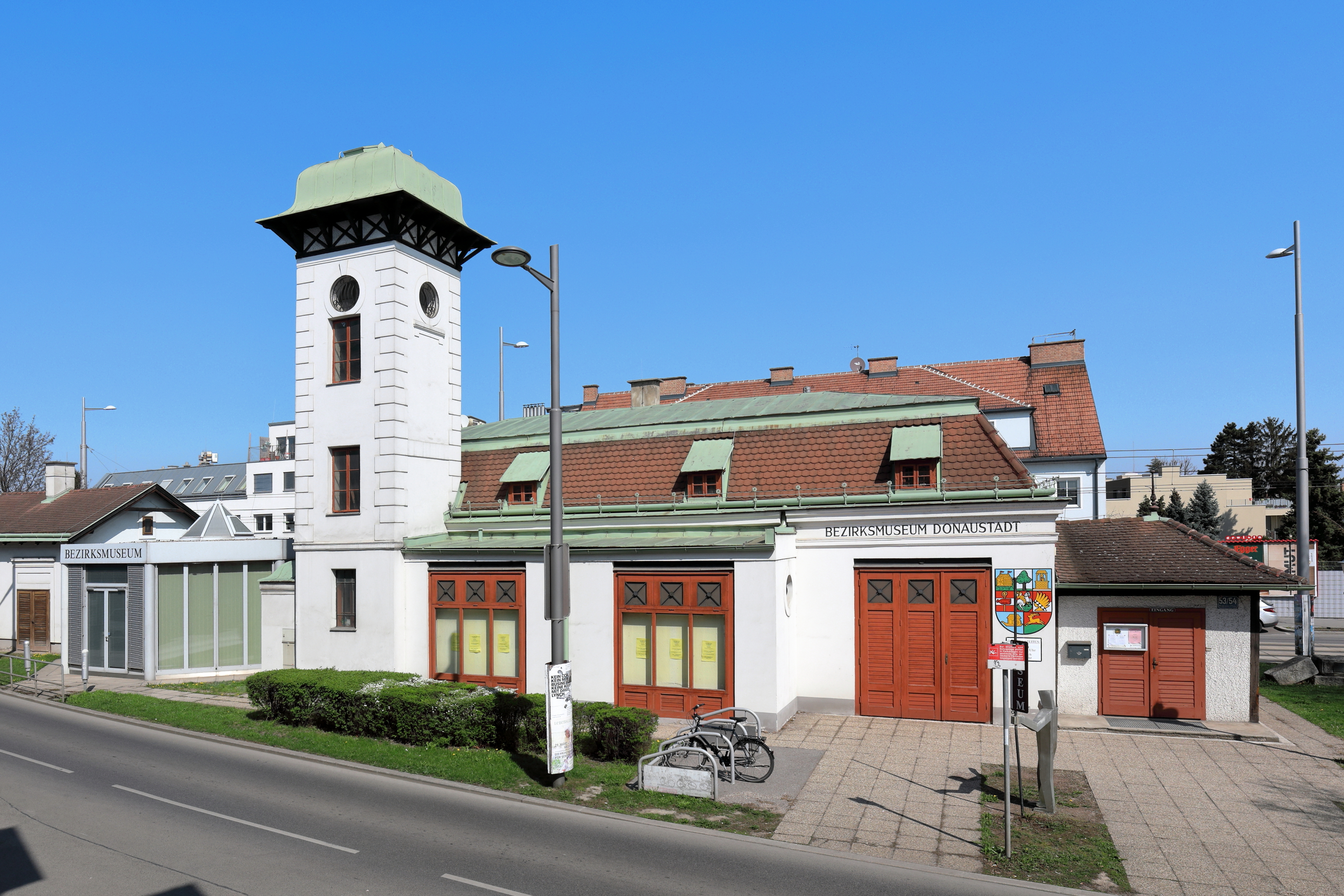
Bezirksmuseum Donaustadt

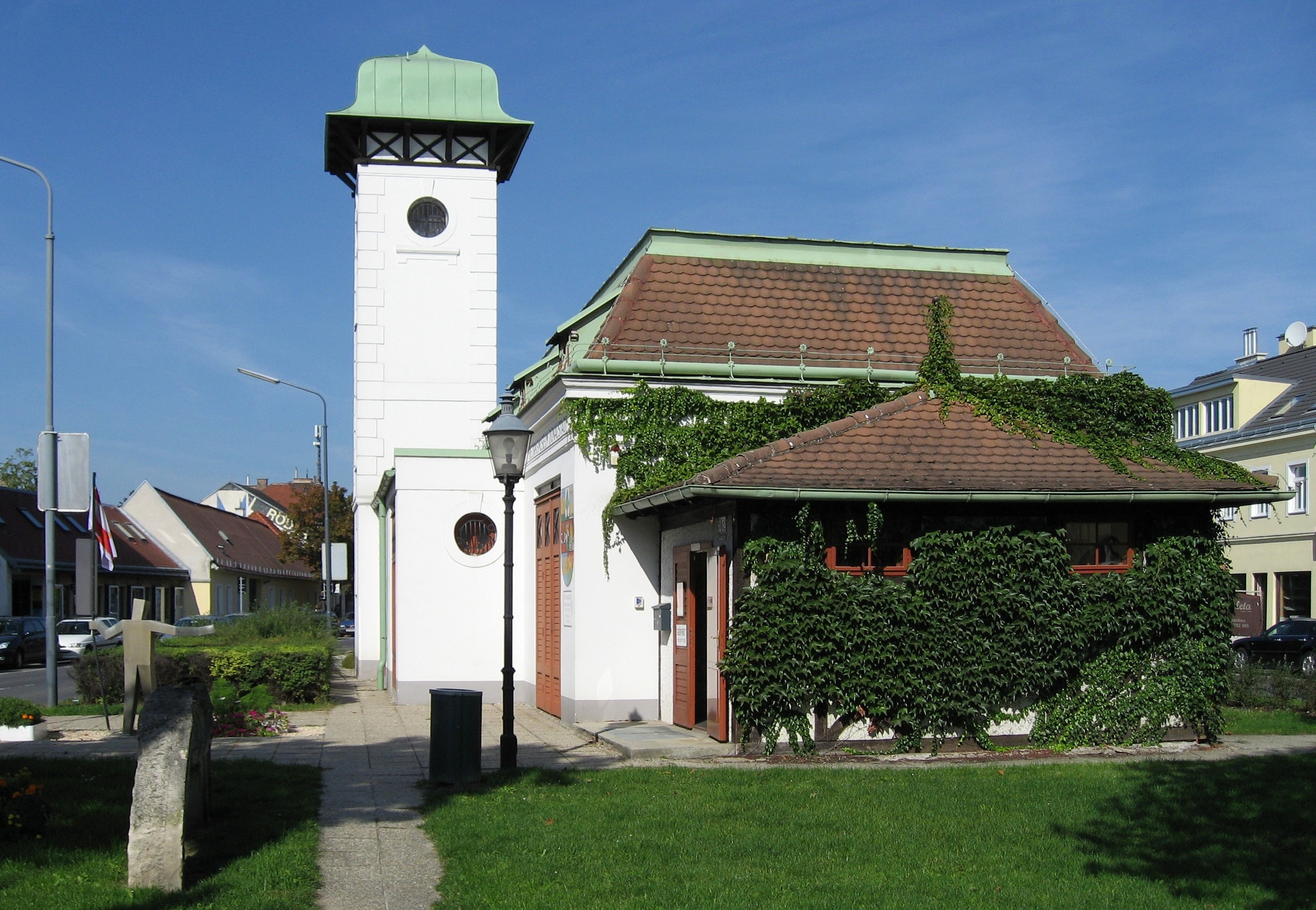
Ostansicht des Bezirksmuseums

Das Bezirksmuseum Donaustadt ist ein dem 22. Wiener Gemeindebezirk Donaustadt gewidmetes Bezirks- und Heimatmuseum an der Adresse Kagraner Platz 53+54 (Altes Feuerwehrhaus).
Das 1983 eröffnete Bezirksmuseum, das jüngste der Stadt Wien, dokumentiert anhand von Urkunden, Zeugnissen, Modellen und Fotos die Geschichte der acht heute zum Bezirk Donaustadt zusammengeschlossenen Orte. 
Das auf dem ehemaligen Kagraner Dorfanger gelegene Museum wurde in dem vom Abbruch bedrohten, aber dank einer Bürgerinitiative geretteten, 1905 errichteten Spritzenhaus der Freiwilligen Feuerwehr Kagran untergebracht. Später wurde auch das westlich gelegene und 1886 errichtete Stationsgebäude der ehemaligen Dampftramway-Gesellschaft vormals Krauss & Comp., welche die Strecke von Floridsdorf über Kagran nach Groß-Enzersdorf bediente, als Museumsgebäude mit einbezogen. Von 2002 bis 2003 wurde zwischen den beiden Gebäuden ein Glas-Oktaeder als Verbindung errichtet und am 30. März 2003 seiner Bestimmung übergeben.
Ausgestellt werden unter anderem die Napoleondokumentation mit dem „Altar von Aspern“ und die Darstellung der Geschichte des Rudervereinswesens an der Alten Donau. Der erst 1904 eingemeindete, vor 1938 zu Floridsdorf gehörige Stadtteil am Ostufer der Donau („Transdanubien“) war lange Zeit sehr ländlich und durch die Donauauen geprägt. Er weist bis heute viele Gärtnereien auf, deren Geschichte ebenfalls im Bezirksmuseum vermittelt wird. Daneben sind die alte Kirchenuhr von Süßenbrunn, Modelle von Schiffsmühlen, ein Wohnraum aus der Zeit um 1900 und das Maria Theresientor von Essling zu sehen. 
Im Bezirksmuseum finden auch Sonderausstellungen, Vorträge und andere Kulturveranstaltungen statt. Aktueller Museumsleiter ist Helmut Just. 

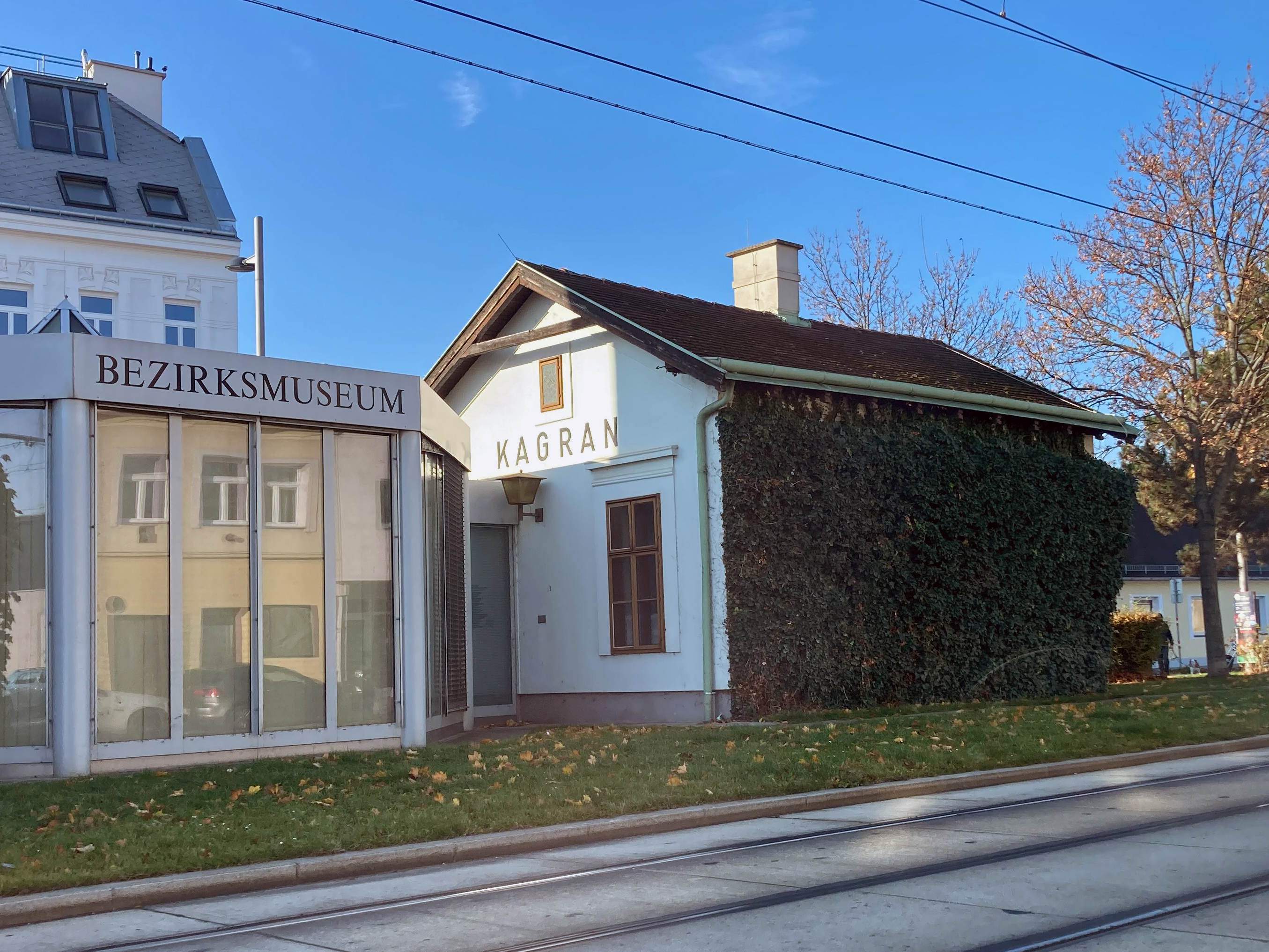
Stationsgebäude Kagran mit Verbindungstrakt zum Spritzenhaus